# Gwiazdoblok

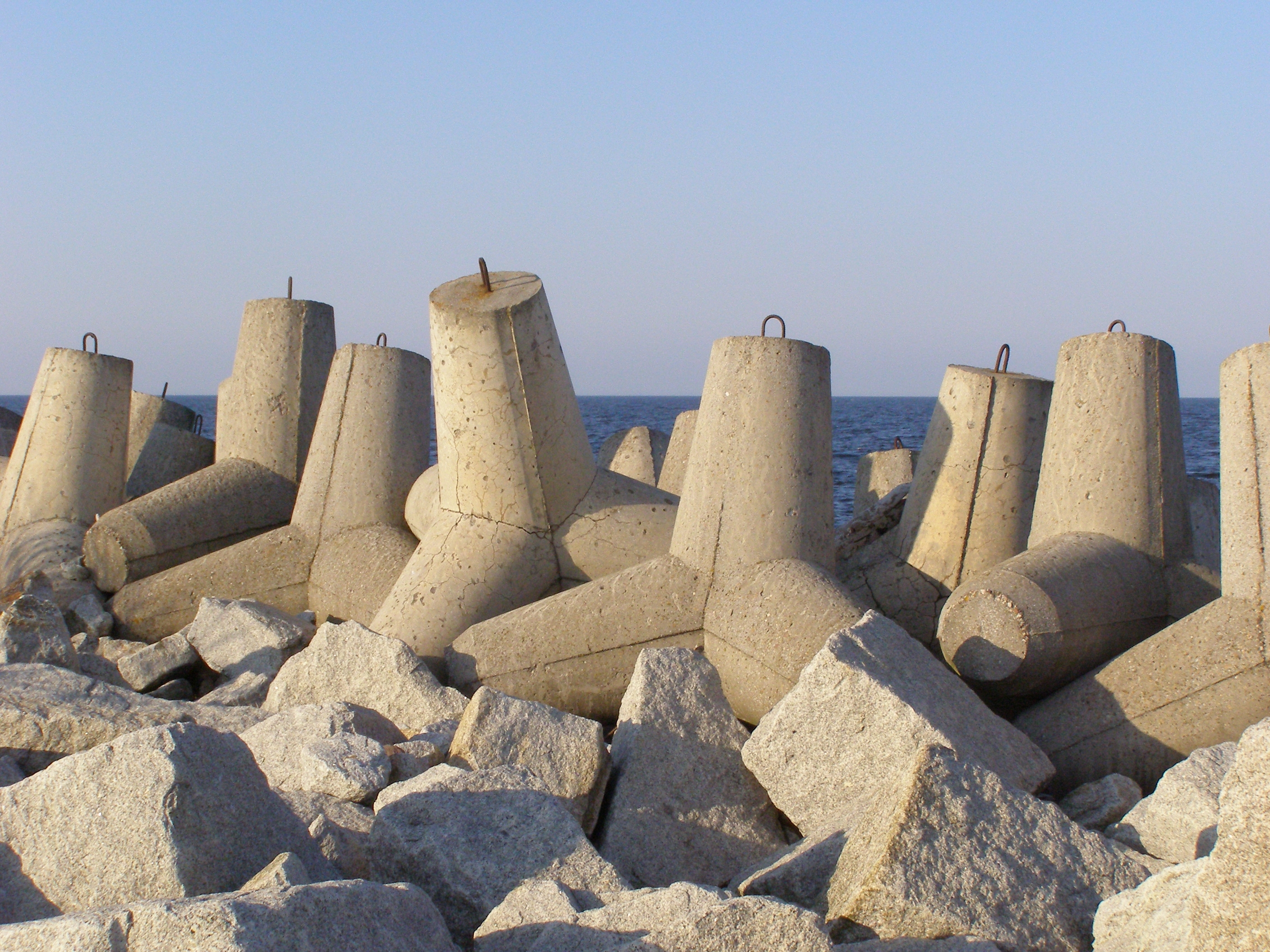
Falochron w Górkach Wschodnich w Gdańsku

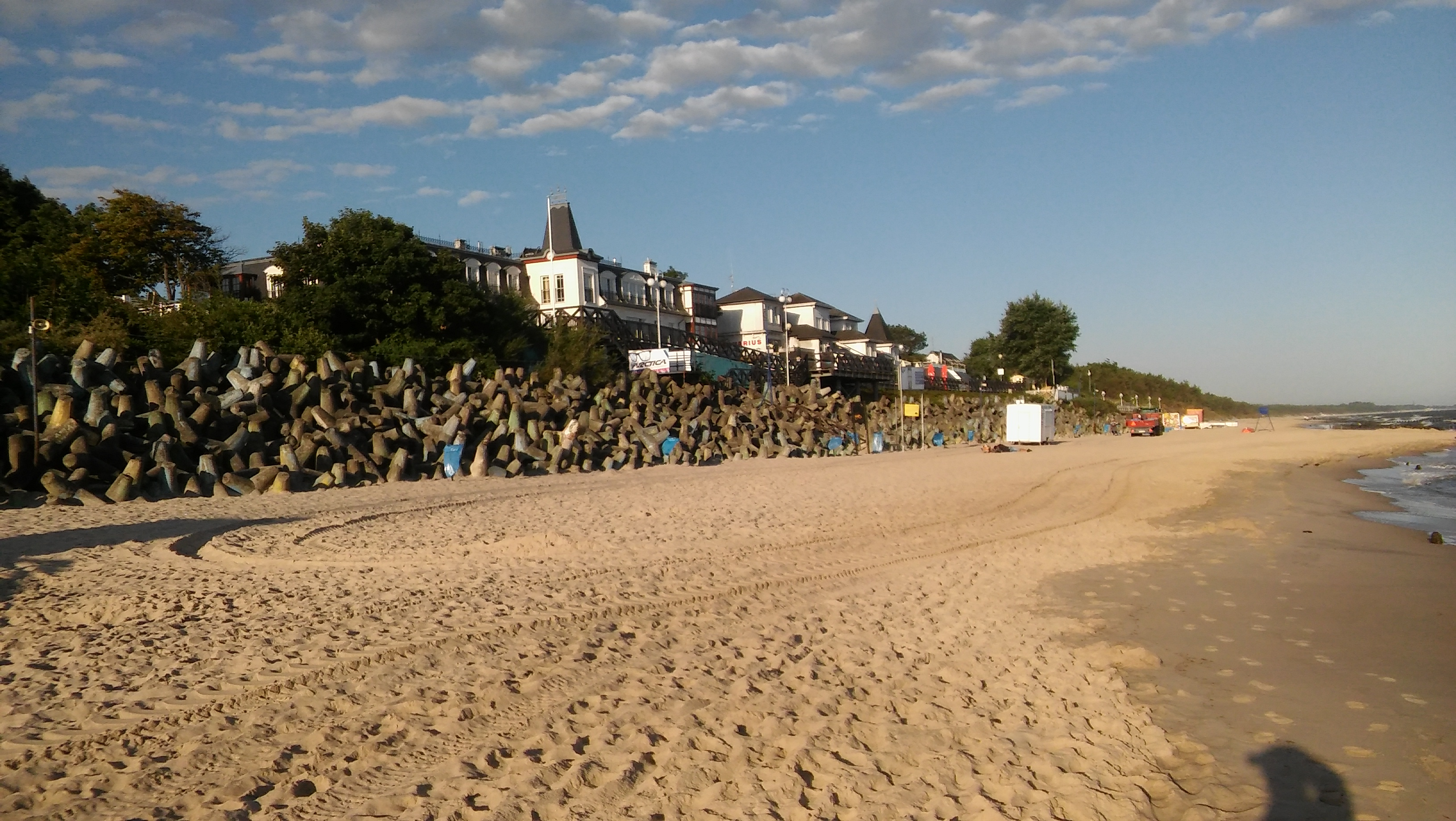
Gwiazdobloki na plaży w Mielnie

Gwiazdoblok (ang. tetrapod) – rodzaj betonowej konstrukcji zbudowanej na planie czworościanu foremnego stosowanej w celu zapobiegania erozji linii brzegowej spowodowanej warunkami pogodowymi. Ma na celu wzmocnienie struktur przybrzeżnych takich jak falochrony i klify.
Gwiazdobloki zostały wynalezione i opatentowane w 1950 przez Pierre'a Danela i Paula Anglèsa d'Auriaca z Laboratorium Hydraulicznego Dauphinois w Grenoble (Francja).